# 篪庵
篪庵（ちいおり）は、徳島県三好市東祖谷釣井の祖谷渓内に建てられた藁葺き屋根の古民家。国の登録有形文化財に登録されている。

## 概要
アメリカ合衆国の東洋文化研究者、アレックス・カーが1973年に、趣味のフルートから『篪庵』（篪は竹の笛の意）と名付けた。1998年から共同所有を経て、現在は株式会社ちいおりアライアンスが管理運営し、原則年間を通じて宿泊できる。

## 交通
- 徳島自動車道「井川池田インターチェンジ」から国道32号を南へ25km(約30分)または、高知自動車道「大豊インターチェンジ」から国道32号を北へ約30分。
- JR阿波池田駅・JR大歩危駅から四国交通バス・久保行き「小島バス停」下車、林道を徒歩約45分。